# Награда Милош Жутић
Награда Милош Жутић је признање које Удружење драмских уметника Србије додељује за најбоље глумачко остварење у протеклој позоришној сезони. Награда је установљена 1994. године, као спомен на глумца Милоша Жутића. Састоји од плакете са ликом Жутића (рад академског вајара Звонка Новаковића), уникатне дипломе на пергаменту (рад академског сликара и сценографа Герослава Зарића) и новчаног износа. Једини троструки добитник био је Небојша Глоговац.

## Добитници
| Сезона   | Добитник                | Улога                      | Представа                | Редитељ                | Продукција                                           | Изв.          |
| -------- | ----------------------- | -------------------------- | ------------------------ | ---------------------- | ---------------------------------------------------- | ------------- |
| 1994/95. | Петар Краљ              | Норман                     | Гардеробер               | Дејан Мијач            | Југословенско драмско позориште                      |               |
| 1995/96. | Јасна Ђуричић           | Олга                       | Мурлин Мурло             | Радослав Миленковић    | Српско народно позориште                             |               |
| 1996/97. | Јелисавета Саблић       | Марија Калас               | Мастер Клас              | Алиса Стојановић       | Битеф театар                                         |               |
| 1997/98. | Бранислав Зеремски      | Ивана                      | Арт                      | Алиса Стојановић       | Атеље 212                                            | [ 2 ]         |
| 1998/99. | Борис Исаковић          | председник државног савета | Леонс и Лена             | Дејан Мијач            | Град театар из Будве Југословенско драмско позориште |               |
| 1999/00. | Јелена Ђокић            | Катарина Шпаровић          | Бокешки де-мол           | Милан Караџић          | Центар за културу Тиват                              |               |
| 2000/01. | Небојша Глоговац        | Симеон Његo                | Златно руно              | Небојша Брадић         | Београдско драмско позориште                         | [ 3 ]         |
| 2001/02. | Ђурђија Цветић          | Скуп                       | Скуп                     | Јагош Марковић         | Југословенско драмско позориштe                      |               |
| 2002/03. | Олга Одановић           | Милицa Герасимовић         | Говорница                | Јагош Марковић         | Југословенско драмско позориштe                      | [ 4 ]         |
| 2003/04. | Драган Мићановић        | Порцијa                    | Млетачки трговац         | Егон Савин             | Југословенско драмско позориштe                      | [ 5 ]         |
| 2004/05. | Небојша Глоговац (2)    | Иван                       | Хадерсфилд               | Алекс Чизхолм          | Југословенско драмско позориштe                      |               |
| 2005/06. | Горан Јевтић            | више улога                 | Окамењени принц          | Марк ван дер Велден    | Мало позориштe Душко Радовић                         | [ 6 ]         |
| 2006/07. | Павле Пекић             | Светозар Ружичић           | Покондирена тиква        | Маркo Манојловић       | Народно позориштe у Кикинди                          | [ 7 ]         |
| 2007/08. | Војин Ћетковић          | дон Крсто                  | Дон Крсто                | Вида Огњеновић         | Југословенско драмско позориштe                      | [ 8 ]         |
| 2008/09. | Бојан Жировић           | Кристијан                  | Прослава                 | Ива Милошевић          | Атеље 212                                            | [ 9 ]         |
| 2009/10. | Душанка Стојановић Глид | Кућевнa                    | Код куће/Кабул           | Жељкo Ђукић            | Народно позориште у Београду                         | [ 10 ]        |
| 2010/11. | Светозар Цветковић      | Ричард Рихтер              | Елијахова столица        | Борис Лијешевић        | Југословенско драмско позориштe                      | [ 11 ]        |
| 2011/12. | Ненад Стојменовић       | Иван Павлович Шатов        | Зли дуси                 | Татјана Мандић Ригонат | Народно позориштe у Београду                         | [ 12 ]        |
| 2011/12. | Ненад Стојменовић       | Џон Вортинг                | Важно је звати се Ернест | Николa Завишић         | Народно позориштe у Београду                         | [ 12 ]        |
| 2012/13. | Саша Торлаковић         | Томас Ман                  | Чаробњак                 | Борис Лијешевић        | Народно позориште у Сомбору                          | [ 13 ]        |
| 2013/14. | Небојша Дугалић         | Роберт                     | Издаја                   | Горан Шушљик           | Југословенско драмско позориште                      | [ 14 ]        |
| 2014/15. | Јелена Ђокић (2)        | Каролина                   | Казимир и Каролина       | Снежана Тришић         | Атеље 212                                            | [ 15 ]        |
| 2015/16. | Нада Шаргин             | Елизабета                  | Марија Стјуарт           | Милош Лолић            | Народно позориште у Београду                         | [ 16 ] [ 17 ] |
| 2016/17. | Небојша Глоговац (3)    | Хамлет                     | Хамлет                   | Александар Поповски    | Југословенско драмско позориште                      | [ 18 ]        |
| 2017/18. | Ненад Јездић            | Јожеф Кантор               | Краљ Бетајнове           | Милан Нешковић         | Југословенско драмско позориште                      | [ 19 ]        |
| 2018/19. | Јована Гавриловић       | Петрија Градска            | Петријин венац           | Слободан Скерлић       | Атеље 212                                            | [ 20 ]        |
| 2019/20. | Марко Марковић          | —                          | Семпер идем              | Горчин Стојановић      | Народно позориште у Сомбору                          | [ 21 ]        |
| 2020/21. | Миодраг Крстовић        | Милош                      | Цемент Београд           | Себастијан Хорват      | Београдско драмско позориште                         | [ 22 ]        |
| 2021/22. | Бранка Катић            | Бланш                      | Трамвај звани жеља       | Ленка Удовички         | Београдско драмско позориште Белеф Театар Ulysses           | [ 23 ]        |
| 2022/23. | Јоаким Тасић            | Вертхајмер                 | Губитник                 | Наташа Радуловић       | Југословенско драмско позориште                      | [ 24 ]        |

## Вишеструко награђивани глумци
| Добитник         | Број награда | Сезоне                     |
| ---------------- | ------------ | -------------------------- |
| Небојша Глоговац | 3            | 2000/01, 2004/05, 2016/17. |
| Јелена Ђокић     | 2            | 1999/00, 2014/15.          |